# Angitia albirufa
Angitia albirufa là một loài bướm đêm trong họ Noctuidae.